# Lacave, Lot
Lacave är en kommun i departementet Lot i regionen Occitanien i södra Frankrike. Kommunen ligger i kantonen Souillac som tillhör arrondissementet Gourdon. År 2022 hade Lacave 264 invånare.

## Befolkningsutveckling
Antalet invånare i kommunen Lacave
| Referens: INSEE |